# Conte di Vidigueira
Conte di Vidigueira è un titolo nobiliare concesso nel 1519 dal Re di Portogallo Manuele I a Vasco da Gama, ammiraglio della flotta reale e primo europeo a navigare direttamente fino in India doppiando il Capo di Buona Speranza.
Il titolo fu creato per decreto reale emesso ad Évora il 29 dicembre 1519, a seguito di un accordo firmato il 4 novembre tra Vasco da Gama e Giacomo di Braganza che cedeva Vidigueira e Vila de Frades a Vasco da Gama, suoi eredi e successori, con tutte le rendite ed i privilegi correlati.
Vasco da Gama, Ammiraglio dell'Oceano Indiano, nel 1524 divenne poi sesto viceré delle Indie portoghesi.
Con la successione agli Asburgo da parte dei Braganza al trono lusitano, il nuovo re Giovanni IV del Portogallo concesse alla famiglia anche il titolo di Marchesi di Nisa per decreto del 18 ottobre 1646.

## Titolari
1. D. Vasco da Gama (1469-1524);
2. D. Francisco da Gama (c. 1510-);
3. D. Vasco da Gama (c.1530-1578);
4. D. Francisco da Gama (1565-1632);
5. D. Vasco Luís da Gama (1612-1676), ;
6. D. Francisco Luís Baltasar António da Gama (1636-1707);
7. D. Vasco José Luís Baltasar da Gama (1666-1735);
8. D. Maria José Francisca Xavier Baltasar da Gama (1712-1750);
9. D. Vasco José Jerónimo Baltasar da Gama (1733-1757);
10. D. Rodrigo Xavier Teles de Castro da Gama (1744-1784);
11. D. Eugénia Maria Josefa Xavier Teles de Castro da Gama;
12. D. Tomás Xavier Teles de Castro da Gama (1796-1820);
13. D. Domingos Vasco Xavier Pio Teles da Gama Castro (1817-1873);
14. D. Tomás Francisco Teles da Gama (1839-1903);
15. D. José Teles da Gama Castro (1877-1941);

Dopo l'instaurazione della Repubblica e la fine del sistema nobiliare, hanno portato il titolo Teles Manuel Cardoso Soares da Gama (1904 -?) e Costanza Maria Teles Soares Cardoso da Gama (1926-2010).

## Notas
1. ↑  Vasco Da Gama, Ernest George Ravenstein, "A journal of the first voyage of Vasco da Gama, 1497-1499", p. Hakluyt Society, Issue 99 of Works issued by the Hakluyt Society, ISBN 8120611365